# Andrew Morrison
Andrew Morrison ist ein Filmproduzent.

## Karriere
Morrison studierte bis 2014 an der Georgetown University, wo er noch als Student den Kurzfilm He Took His Skin Off for Me mitproduzierte. In den Folgejahren arbeitete er an mehreren Independent-Kurzfilmen. Im Jahr 2020 kamen mit The World to Come und Totally Under Control zwei seiner Filme ins Kino. Danach produzierte er mit seinem Produktionsunternehmen „Yellow Bear Films“ wieder Kurzfilme. Aus dem bisherigen Unternehmen entstand 2024 zusammen mit David Kaplan „Kaplan Morrison“. Im Jahr 2024 arbeitete er mit Regisseur Brady Corbet an Der Brutalist. Dafür ist Morrison mit D. J. Gugenheim, Brian Young und Nick Gordon bei der Oscarverleihung 2025 für den Besten Film nominiert. Dabei gehörte er zu den Produzenten, deren Name erst verspätet bekannt gegeben wurde.

## Filmografie
- 2014: He Took His Skin Off for Me (Kurzfilm)
- 2017: Thirst Street (Kurzfilm)
- 2017: Good People (Kurzfilm)
- 2017: Carol’s Last Chance
- 2019: Sentence (Kurzfilm)
- 2020: Funny Face
- 2020: The World to Come
- 2020: Totally Under Control
- 2020: On & On (Kurzfilm)
- 2020: Revelations (Kurzfilm)
- 2023: Foot Trouble (Kurzfilm)
- 2024: Der Brutalist (The Brutalist)

## Auszeichnungen
- 2025: CIC-Award-Nominierung in der Kategorie Bester Independentfilm für Der Brutalist
- 2025: NDFS-Award-Nominierung in der Kategorie Bester Film für Der Brutalist
- 2025: Gold-Derby-Award-Nominierung in der Kategorie Bester Film für Der Brutalist
- 2025: BAFTA-Nominierung in der Kategorie Bester Film für Der Brutalist
- 2025: Oscar-Nominierung in der Kategorie Bester Film für Der Brutalist